# Krisztián Palkovics
Krisztián Palkovics (Székesfehérvár, 10. srpnja 1975.) mađarski je profesionalni hokejaš na ledu. Lijevoruki je napadač i igra na poziciji desnog krila. Trenutačno nastupa u EBEL-u za mađarsku Sapu Fehérvár AV 19 u kojoj je proveo cijelu svoju dosadašnju karijeru. 

## Karijera
Karijeru je započeo u domaćem hokejaškom klubu Albi Volán Székesfehérvár, danas Sapa Fehérvár AV 19. Za prvu momčad debitirao je u mađarskom prvenstvu tijekom sezone 1993./94. te u prvoj profesionalnoj sezoni ostvario 27 bodova (18 golova) u 20 susreta, što mu je na kraju sezone donijelo nagradu za najboljeg novaka godine. Cijelu svoju dosadašnju karijeru proveo je upravo u Albi Volan s kojom je osvojio 9 naslova prvaka Mađarske. Zbog nedostaka konkurencije u mađarskom prvenstvu, Alba je u sezoni 2007./08. primljena u Ligu EBEL, a Palkovics se prometnuo u jednog od najboljih napadača lige, usprkos neuspješnim rezultatima kluba u tom natjecanju. Njegov trud je nagrađen upravo u debitanskoj sezoni Albe u Lige EBEL kada je izabran u najbolju All-Star momčad prvenstva.

## Vanjske poveznice
- Profil na The Internet Hockey Database
- Profil na Eurohockey.net